# Transylvania Open
Transylvania  Open este un turneu de tenis WTA desfășurat la Cluj-Napoca, România, organizat pentru jucătoare profesionale de tenis feminin. Se desfășoară pe terenuri cu suprafață dură în februarie (primele trei ediții au avut loc în luna octombrie).
Este al doilea turneu WTA 250 care are loc în România, după cel din 2021, tot de la Cluj-Napoca, dar în aer liber, la Winners Sports Club. Timp de doi ani consecutivi, 2022–2023, Transylvania Open a fost ales de jucătoare cel mai bun turneu din lume la categoria WTA 250.

## Galerie

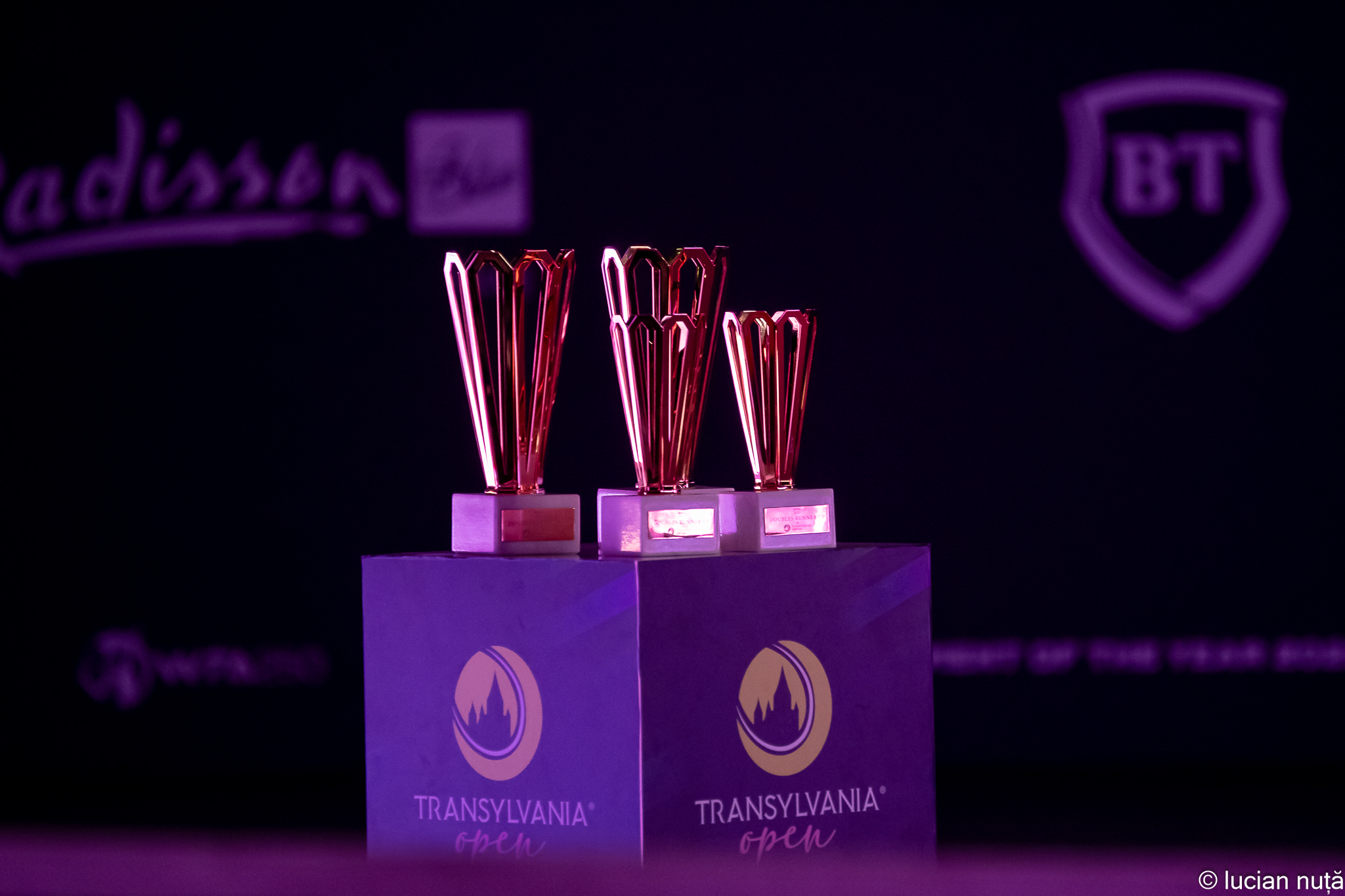
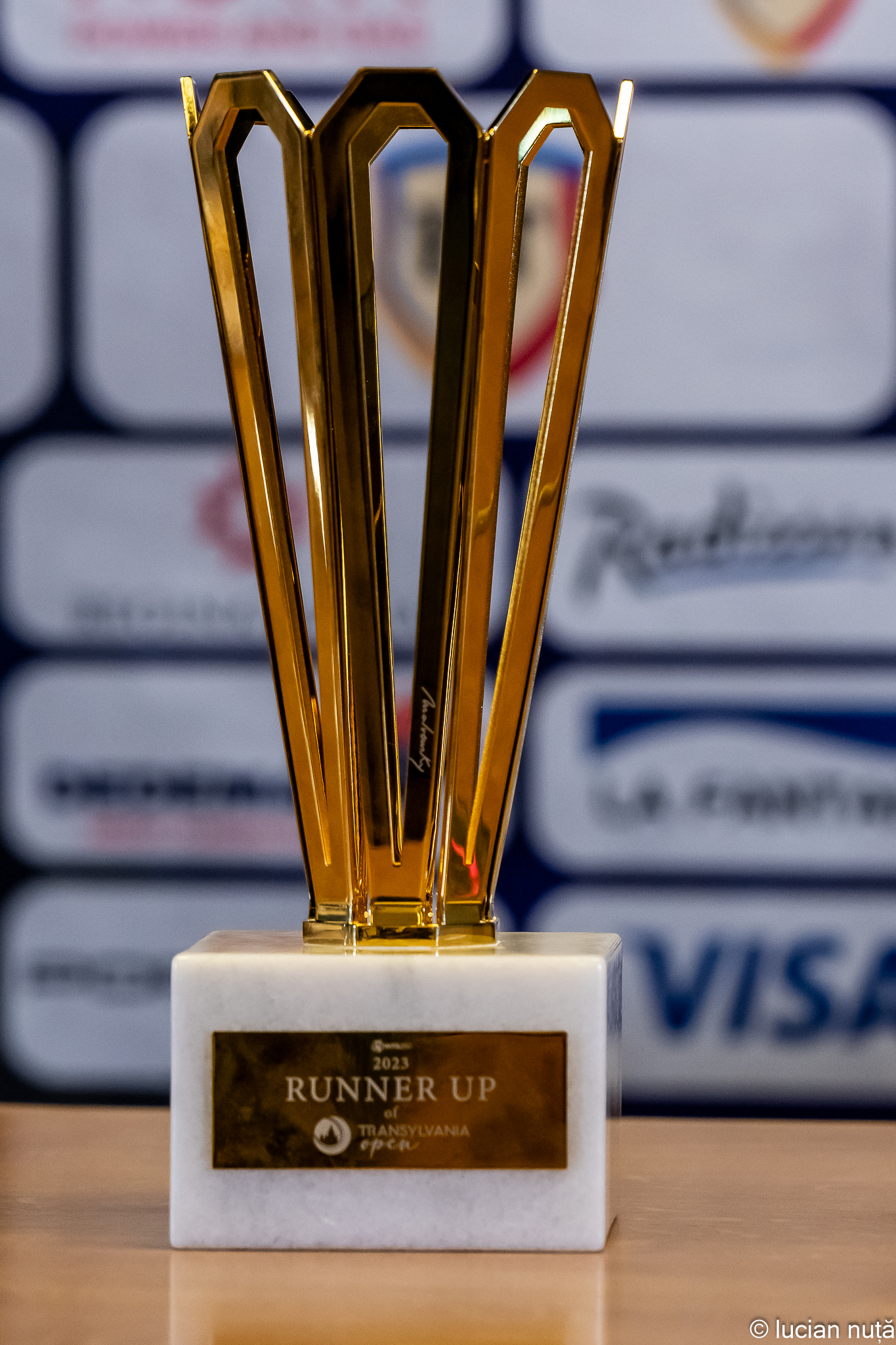
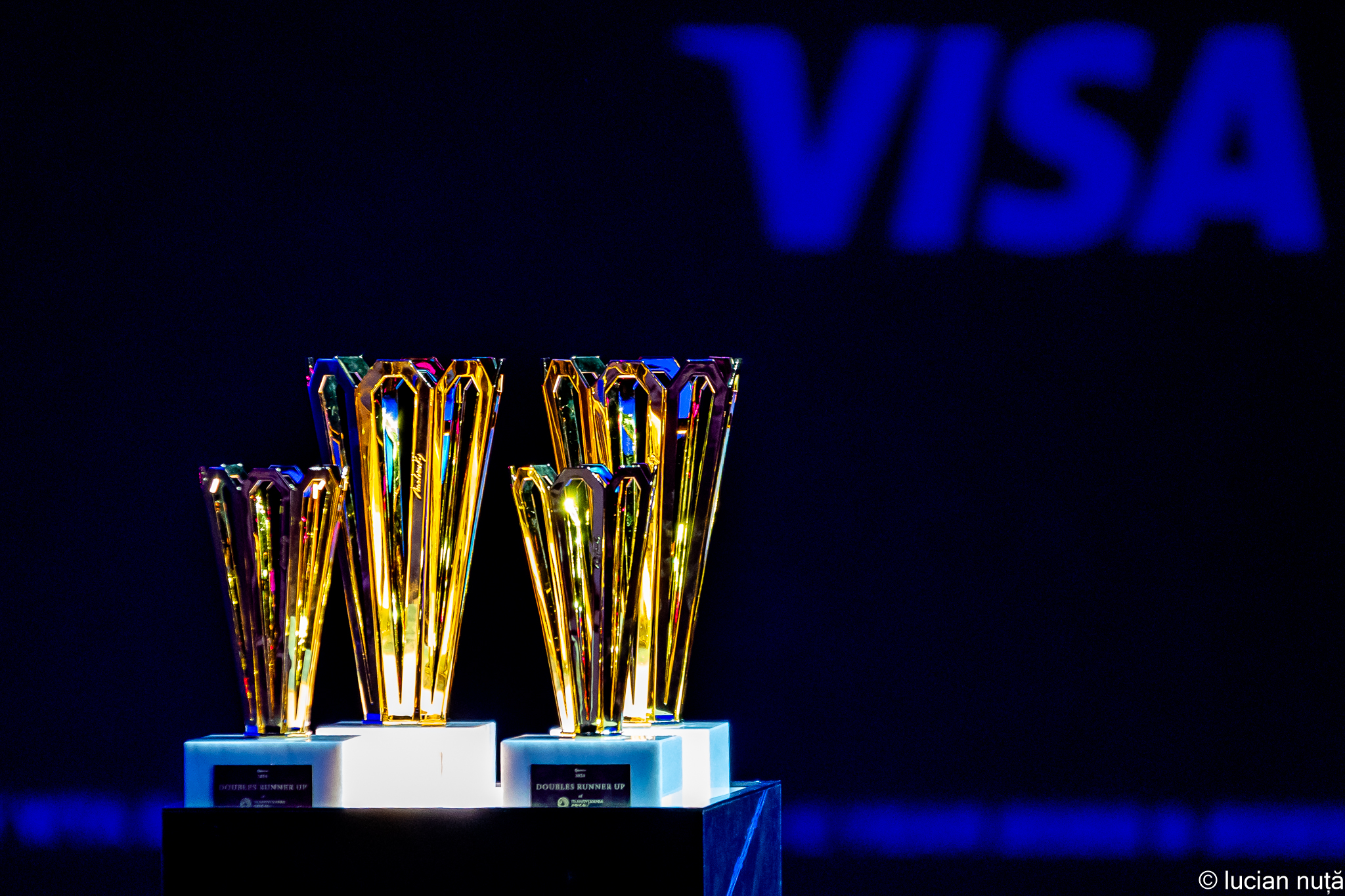
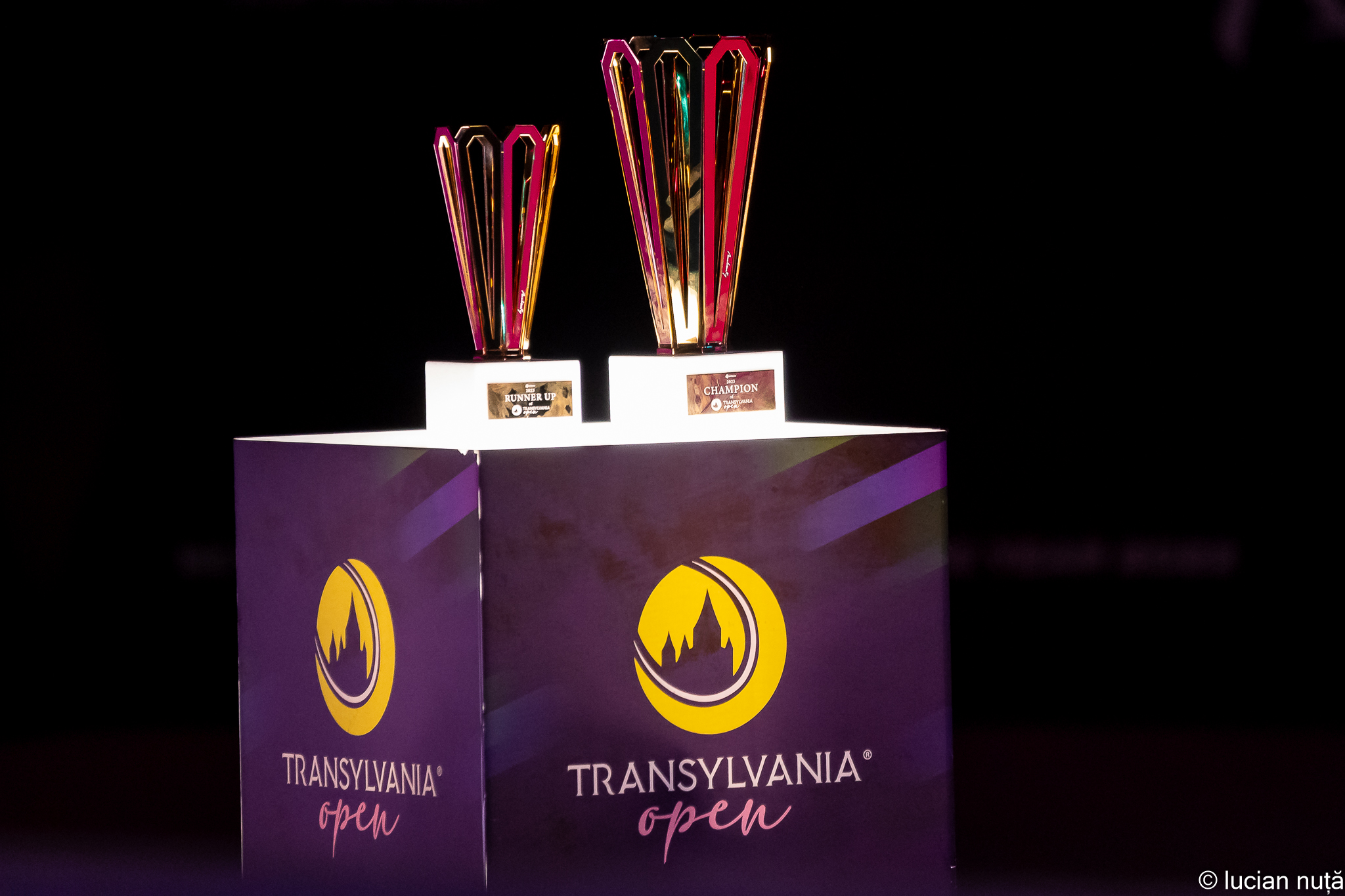
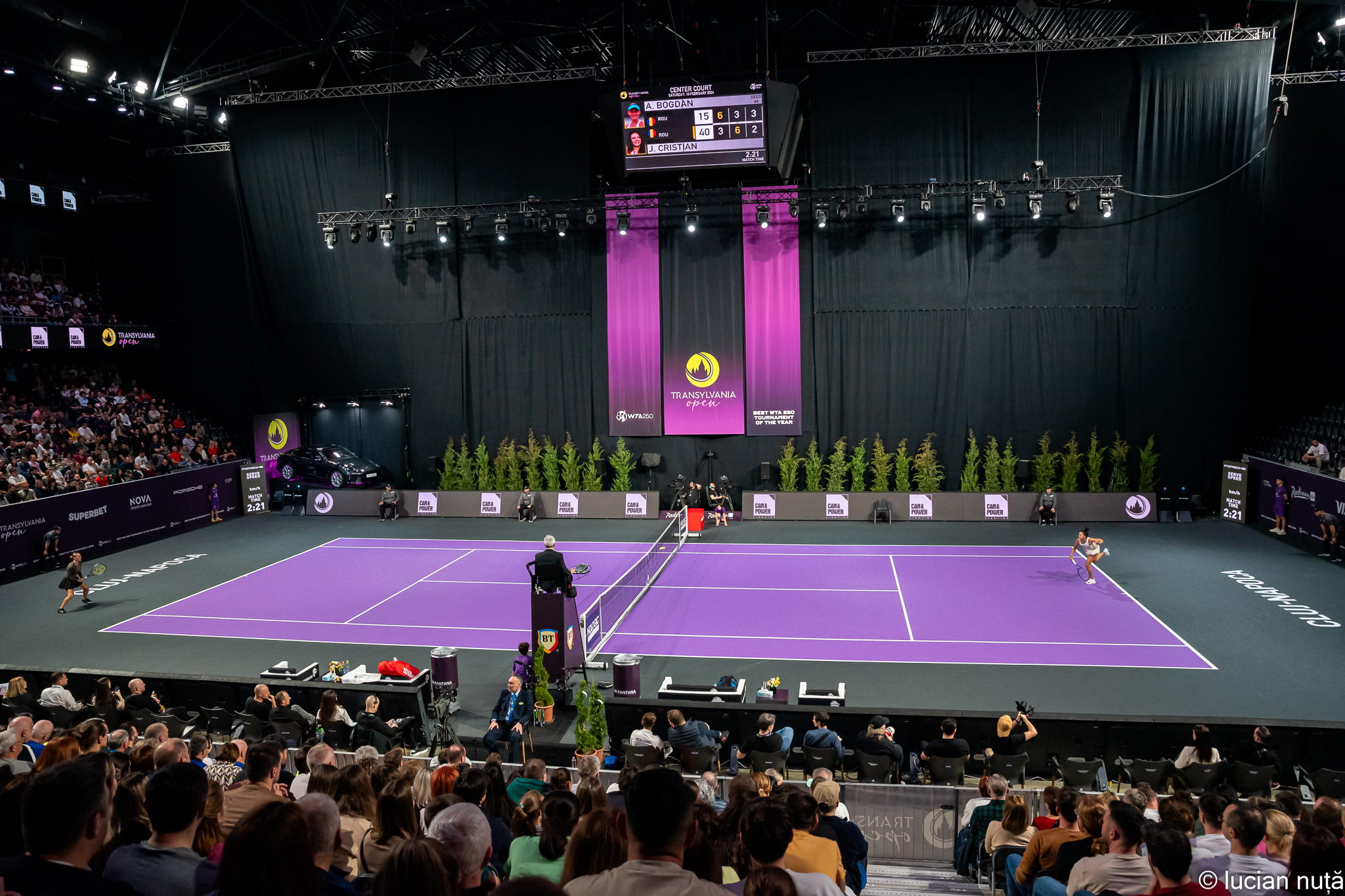
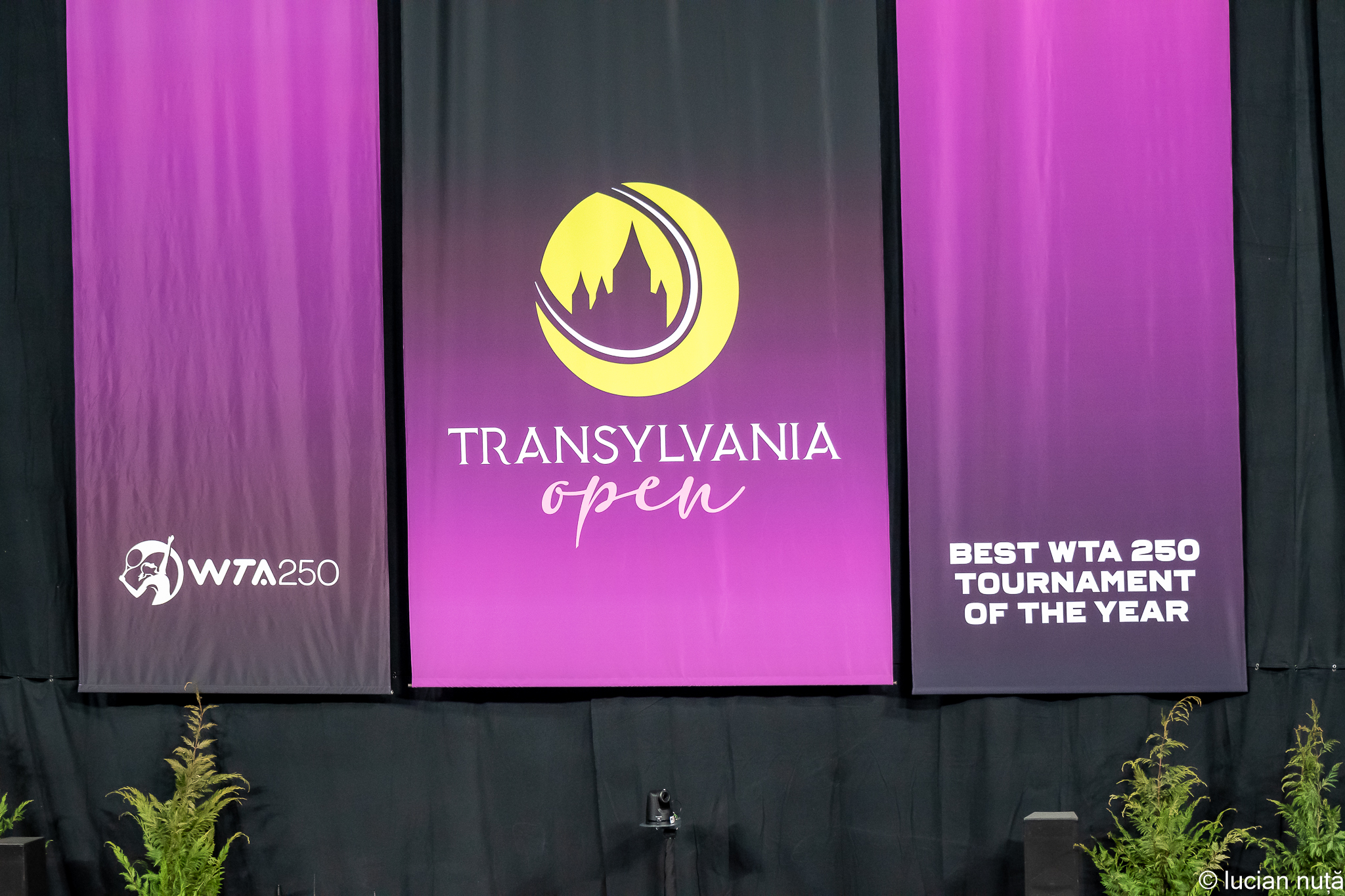
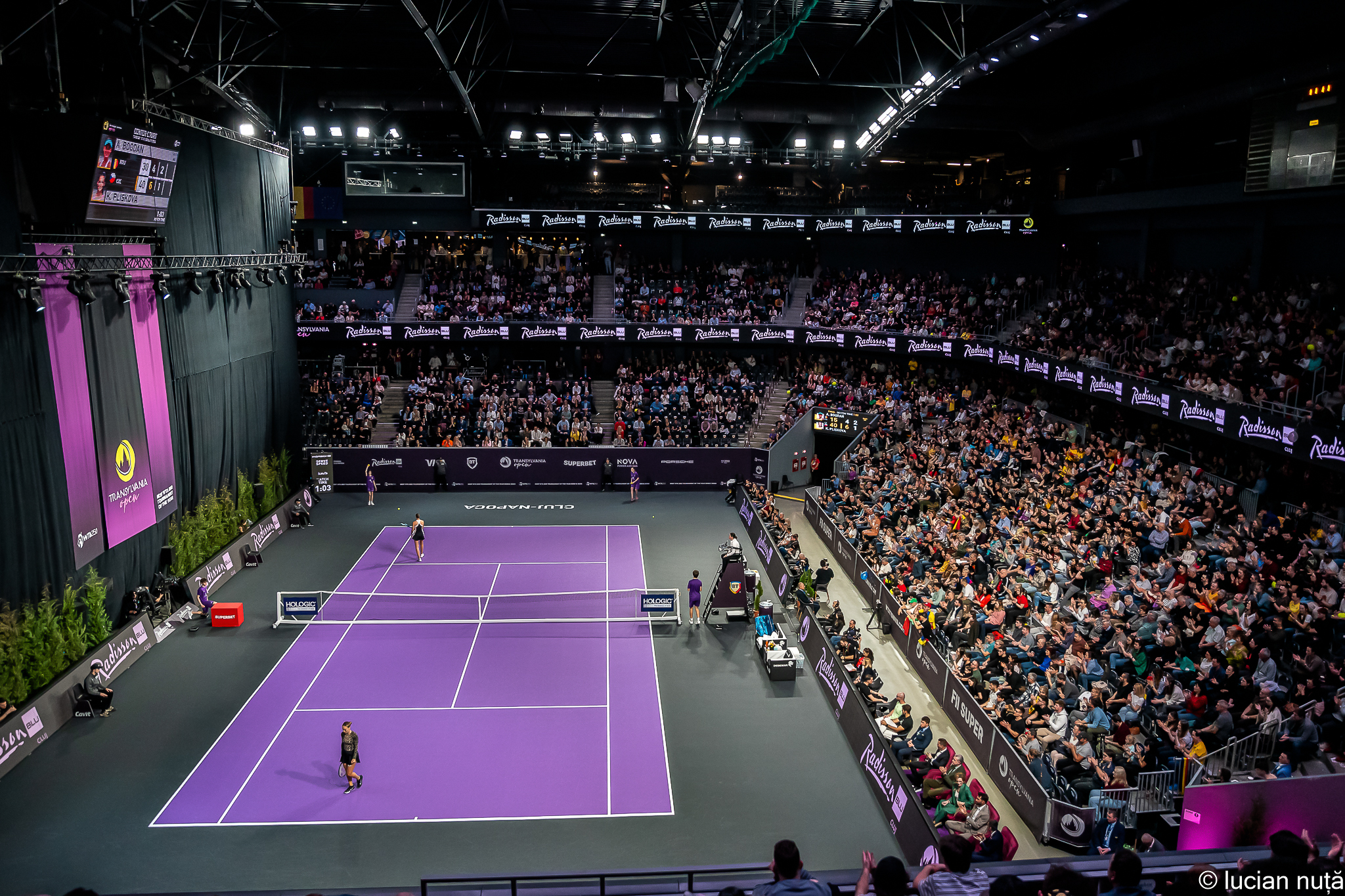

## Rezultate

### Simplu
| An   | Campioană          | Finalistă           | Scor          |
| ---- | ------------------ | ------------------- | ------------- |
| 2021 | Anett Kontaveit    | Simona Halep        | 6–2, 6–3      |
| 2022 | Anna Blinkova      | Jasmine Paolini     | 6–2, 3–6, 6–2 |
| 2023 | Tamara Korpatsch   | Elena-Gabriela Ruse | 6–3, 6–4      |
| 2024 | Karolína Plíšková  | Ana Bogdan          | 6–4, 6–3      |
| 2025 | Anastasia Potapova | Lucia Bronzetti     | 4–6, 6–1, 6–2 |

### Dublu
| An   | Campioane                        | Finaliste                                   | Scor             |
| ---- | -------------------------------- | ------------------------------------------- | ---------------- |
| 2021 | Irina Bara Ekaterine Gorgodze    | Aleksandra Krunić Lesley Pattinama Kerkhove | 4–6, 6–1, [11–9] |
| 2022 | Kirsten Flipkens Laura Siegemund | Kamilla Rahimova Iana Sizikova              | 6–3, 7–5         |
| 2023 | Jodie Burrage Jil Teichmann      | Léolia Jeanjean Valeria Strahova            | 6–1, 6–4         |
| 2024 | Caty McNally Asia Muhammad       | Harriet Dart Tereza Mihalíková              | 6–3, 6–4         |
| 2025 | Magali Kempen Anna Sisková       | Jaqueline Cristian Angelica Moratelli       | 6–3, 6–1         |